# 塞勒姆森特 (印地安納州)
塞勒姆森特（英語：Salem Center）是位於美國印地安納州斯托本縣的一個非建制地區。該地的面積和人口皆未知。

## 地理
塞勒姆森特所處的海拔為高於海平面320米（即1050英呎），而該地所採用的時區為UTC-5，即北美東部時區（EST）。同時該地設有夏令時間，為UTC-5調快一小時，即UTC-4（EDT）。